# Blue Coffee
Blue Coffee was het debuutalbum van de Belgische bluesrockband El Fish uit 1996.
Het album werd in de Harp-Archives besproken en "een absoluut juweeltje" genoemd.

## Tracklist[2]
1. Swing Thing
2. Too Late
3. Copydog
4. Octave Jive
5. Your Funeral and my Trial
6. Phil's Swing
7. Hikin' Blues
8. Blue Coffee
9. Hypin' Woman
10. Lookin' for You
11. Sam Cigar

Op een heruitgave uit 2011 verschenen daarnaast volgende nummers:
1. People in Traffic (alternative version)
2. Lucky
3. Lack of Time (The Yellow Indian Take)
4. The Rhythm Junks - Major Blue (2)
5. Sahara Blues - Sahara Caravan

## Meewerkende artiesten[3]

### versie uit 1996
- Producer
  - Mark Thijs

- Muzikanten
  - Filip Casteels (zang, gitaar)
  - Jan Ieven (basgitaar, contrabas)
  - Steven De Bruyn (harmonica)
  - Toon Derison (drums)

### versie uit 2011
- Producer
  - Jean-Marie Aerts
  - Jo Bogaert
  - Mark Thijs

- Muzikanten
  - Abdelhadi Illi (basgitaar)
  - Abdellah Bahija (conga's, derbanka)
  - Amma Bounani (handgeklap, zang)
  - Bob Pearce (gitaar)
  - Chris Vandeweyer (trompet)
  - Filip Casteels (backing vocals, effecten, elektrische gitaar, gitaar, percussie, zang)
  - Jamel Moussaid (drums)
  - Jan Ieven (backing vocals, basgitaar, contrabas, elektronisch orgel, tuba, zang)
  - Jan Muës (trompet)
  - Jean-Marie Aerts (effecten, percussie)
  - JMX (effecten, gitaar, percussie)
  - Luc Lambrechts (altsaxofoon, basklarinet)
  - Mbarka Mnija (handgeklap, zang)
  - Mohamed Bounani (percussie, zang)
  - Mohamed Marwne (nai, Oed)
  - Rohal De Ridder (drums, gitaar, percussie)
  - Roland Van Campenhout (gitaar, zang)
  - Steven De Bruyn (backing vocals, harmonica, kazoo, mondharmonica, mondtrom, omnichord, programmatie, sampler, zang)
  - Tony Gyselinck (drums, percussie)
  - Toon Derison (drums)
  - Walter Baeken (altsaxofoon, baritonsaxofoon, bewerker, sopraansaxofoon, tenorsaxofoon)